# 55P/Tempel-Tuttle
La cometa Tempel-Tuttle, formalmente designata come 55P/Tempel-Tuttle, è una cometa periodica del Sistema solare, appartenente alla famiglia cometaria della cometa di Halley. È stata scoperta indipendentemente da Ernst Wilhelm Tempel il 19 dicembre 1865 e da Horace Parnell Tuttle il 6 gennaio 1866.
È il corpo progenitore dello sciame meteorico delle Leonidi. Nel 1699 fu osservata da Gottfried Kirch ma si capì che era una cometa periodica solo successivamente grazie a Tempel e Tuttle durante il passaggio al perielio del 1866.
L'orbita della Tempel-Tuttle interseca quasi esattamente quella della Terra: pertanto i materiali emessi dalla cometa durante i suoi passaggi al perielio non necessitano di sparpagliarsi più di tanto per dar vita alla pioggia di meteore che ogni anno si verifica intorno al 17 novembre. Inoltre questo fatto comporta che, quando la Terra ne incrocia l'orbita subito dopo il suo passaggio, la sua scia sia ancora molto densa: questo spiega il motivo delle intense tempeste meteoriche delle Leonidi che si verificano ogni 33 anni, periodo coincidente appunto con il periodo orbitale della Tempel-Tuttle.